# Haribhadra I
Haribhadra I zw. Wirahanka (pol. Naznaczony Rozłąką, 1 poł. VI w.) – dżinijski moralista i etyk, zajmujący się głównie zagadnieniami związanymi z wyznawcami świeckimi.

## Dzieła
- Zbiór pięciu pism o nadziei[1]
- Zbiór pięciu pism o [ważnych] sprawach[1]